# 貳瓶勉
貳瓶勉（1971年2月26日—），日本男性漫畫家，作品有著濃厚的科幻風格。福島縣郡山市出身。

## 生平簡介
貳瓶勉畢業於福島縣立郡山北工業高等学校。因為父親是木匠的關係，貳瓶很早就了解承包商業界，高中即打算將來進入建築業。高中畢業後貳瓶至東京隨著工頭見習，並從事繪製施工圖之類的建築相關工作，前後大約2年。然而貳瓶覺得自己不適合團體性質的工作，此時他看到漫畫家鳥山明上電視節目，訝異於漫畫家的收入之高，於是打算一試。
貳瓶自認擅長繪畫，但沒有畫漫畫的經驗，於是隻身赴美學畫。他在1年內持續將作品投稿給《週刊少年Jump》和《週刊少年Magazine》等主流少年漫畫雜誌，但完全不被編輯部理睬，毫無回音。1995年，在一名漫畫家助手的建議下，貳瓶勉將短篇《BLAME》投稿給《月刊Afternoon》，結果馬上得到回應，有編輯願意當他的責任編輯。該作品也獲得1995年Afternoon四季賞夏短編作品特別賞，並在1997年發展成連載，讓他正式出道成為漫畫家。
貳瓶在訪談中稱，影響他的作品有很多，真要說的話就是《阿基拉》和《風之谷》。

## 作品列表

### 長編作品
- BLAME! 探索者！（1997年 - 2003年、月刊Afternoon連載、講談社） 全10卷
- NOiSE 戰慄之聲（Afternoon season増刊連載、講談社） 全1卷
- BIOMEGA 生化禁區（2004年 - 2009年、週刊Young Magazine連載、講談社→Ultra Jump連載、集英社） 全6卷
- ABARA（2005年 - 2006年、Ultra Jump連載、集英社） 全2卷（上下卷）
- 銀河騎士傳（2009年 - 2016年、月刊Afternoon連載、講談社） 全15卷
- 人形之國（2017年 - 2021年、月刊少年天狼星連載、講談社）全9卷
- BLAME！電基漁師危險階層脫逃作戰（2017年，月刊少年天狼星連載，講談社）全1卷
- 大雪海的卡納（2022年 - 連載中，月刊少年天狼星連載，講談社）（僅擔任原作、由武本糸會（日语：武本糸会）擔任作畫）
- 塔之迷宮（2023年 - 連載中，月刊少年天狼星連載，講談社）

### 短編作品
- BLAME（月刊Afternoon、1995年10月号、講談社）
- BLAME學園!（月刊Afternoon、2004年5月号・2007年10月号・2008年5月号、講談社）
- BLAME!2（Morning増刊、2008年、通卷第2号、講談社）
- DEADHEADS（Afternoon season増刊、2002年、通卷第12号、講談社）
- DIGIMORTAL（Ultra Jump、1995年1月号・2月号、集英社）
- ネットスフィアエンジニア（別冊Morning、2005年、通卷第4号、講談社）
- ZEB-NOID（Champion RED、2004年7月号連載、秋田書店）
- 戦翅甲蟲 天蛾（YOUNG GANGAN、2007年第3号、史克威爾艾尼克斯）
- MEGALOMANIA（STUDIO VOICE、2000年、INFASパブリケーションズ）
- Wolverine: Snikt! （漫威漫畫、2003年、全5冊）
- 逃出隔離區（漫威漫畫、2006年）

### 畫冊
- BLAME! and so on 弐瓶勉画集（2003年、講談社）

## 演出

### 電視動畫
2015年
- 銀河騎士傳 第九行星戰役（鋸鍬形蟲）

## 外部連結
- 東亜重工 （页面存档备份，存于）
- 弐瓶勉的X（前Twitter）
- 東亜重工 - Facebook